# Jan Sederholm
För journalisten och författaren, se Jan Sederholm (författare)
Johan (Jan) Alexander Folkeson Sederholm, född 7 oktober 1924 i Malmö, död 26 juli 2012 i Maria församling i Helsingborg, var en svensk arkitekt.
Jan Sederholm, som var son till godsägare Folke Sederholm och Mina Sjöcrona, avlade studentexamen i Sigtuna 1944 och utexaminerades från Kungliga Tekniska högskolan 1952. Han anställdes hos arkitekt Mogens Mogensen i Helsingborg 1952, blev biträdande stadsarkitekt i Helsingborg 1956, innehade egen arkitektfirma från 1961, var stadsarkitekt i Ausås landskommun från 1964, i Väsby landskommun från 1965 och i Höganäs stad/kommun från 1966. Han var även golfbanearkitekt, något som han ägnade sig åt på heltid från 1987. Han ritade bland annat bostadsområdet Västra Berga i Helsingborg (det första elementbygget i Sverige enligt det danska Jespersensystemet). Han var medarbetare i "Blandaren" 1948–1951 och styrelseledamot i Helsingborgs konstförening från 1962 (sekreterare från 1964). Jan Sederholm är begravd på Pålsjö kyrkogård.